# Jan De Braey
Jan Michel Florent De Braey (Antwerpen, 7 juni 1891 – 11 december 1961) was een Antwerps gemeenteraadslid en ingenieur architect.

## Biografie
Jan De Braey was de zoon van architect Michel De Braey en Maria Van Beers. De Braey en zijn echtgenote Simone De Haeck kregen zelf twee kinderen, een dochter Micheline Jeanne Martha en een zoon Jan Pauwel.
In Antwerpen volgde hij een humanioraopleiding in het Koninklijk Atheneum en zette hij zijn studies verder in Rijksuniversiteit Gent waar hij in 1920 het diploma van ingenieur architect behaalde. 
De Braey werd docent aan de Koninklijke Academie voor Schone Kunsten van Antwerpen in 1939, gelijktijdig met de andere architecten Leon Stynen, Paul Smekens en Hendrik Wittocx. Door de erkenning van het diploma van de Architect diende het onderwijs toen een grondige aanpassing te ondergaan. Na het vierde jaar van de architectuurstudie volgde drie jaar compositie, die toen plaatsvond in het atelier van De Braey. Als titularis van het vijfde jaar ijverde De Braey ervoor dat het zevende academiejaar zou worden vrijgesteld van wetenschappelijke cursussen, om de leerlingen volledig te laten bezig houden met architecturaal ontwerp. Dit voorstel werd uiteindelijk aanvaard. 
Hij was lid van de Koninklijke Maatschappij der Bouwmeesters van Antwerpen sinds 1920 en was hiervan tijdens verschillende perioden ook voorzitter of ondervoorzitter. Hij was ook voorzitter van de Koninklijke Federatie der Architectenverenigingen van België.
De Braey was actief als gemeenteraadslid voor het district Antwerpen van 1947 tot 1964. Eerst voor de liberale partij en vanaf 1961 van de Partij voor vrijheid en vooruitgang. Hij was voorzitter en erevoorzitter van talrijke liberale kringen zoals van de Liberale Vlaamse Bond en voorzitter van het studentencollectief van vrijdenkers T.S.G. 't Zal Wel Gaan van 1913 tot 1919. De Braey was lid van verschillende raadscommissies zoals die van schone kunsten en schouwburgen, gezondheid en reiniging, geldwezen en belastingen, openbare werken, stedelijke verzamelingen, watersport en politie en brandweer. Van 1950 tot 1959 was hij lid van het directiecomité van de Antwerpse Waterwerken.
Op 28 maart 1947 werd hij benoemd tot beheerder van de huisvestingsmaatschappij Onze Woning, een functie die hij tot zijn dood bekleedde.

## Bouwwerken (selectie)
De eerst jaren van zijn carrière werkte hij samen met zijn vader Michel De Braey. Van 1926 tot 1934 vormde hij een collectief met Alfred Portielje. Jan De Braey staat voornamelijk bekend als de ontwerper van sociale woningen.

###### Samenwerking met Michel de Braey
- Antwerpen, Jan Van Rijswijcklaan 77 (1920)[6]
- Antwerpen, Korte Lozannastraat 3 (1922)[7]
- Antwerpen, Lange Lozannastraat 227 (1922)[8]
- Antwerpen, Lange Lozannastraat 229 (1922)[9]
- Antwerpen, Markgravelei 75 (1922)[10]
- Antwerpen, Brouwerij de Half Maan (reconstructie), Arenbergstraat 23 (1951)[11]

###### Collectief met Alfred Portielje

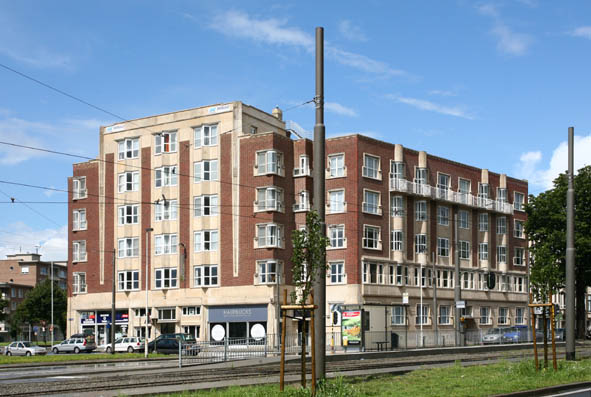
Antwerpen, Jan Van Rijswijcklaan 284-290

- Antwerpen, Belgiëlei 183-185 (1926)[12]
- Antwerpen, Jan Van Rijswijcklaan 284-290 (1926)[13]
- Antwerpen, Sorbenlaan 12 (1926)[14]
- Berchem, School, Bikschotelaan (1928)[15]
- Antwerpen, Arthur Goemaerelei (1928)[16]
- Antwerpen, De Merodelei 31 (1929)[17]
- Antwerpen, Hazelerenstraat 16 (1931)[18]
- Antwerpen, Jan Van Rijswijcklaan 261 (1931)[19]
- Antwerpen, Jan Van Rijswijcklaan 277 (1932)[20]
- Antwerpen, Jan Van Rijswijcklaan 33-35 (1932)[21]

###### Eigen praktijk
- Antwerpen Vlaamsekunstlaan 3A (1935)[22]
- Antwerpen, Mechelsesteenweg 195-197 (1936)[23]
- Antwerpen, Peter Benoitstraat 19A (1937)[24]

## Galerij

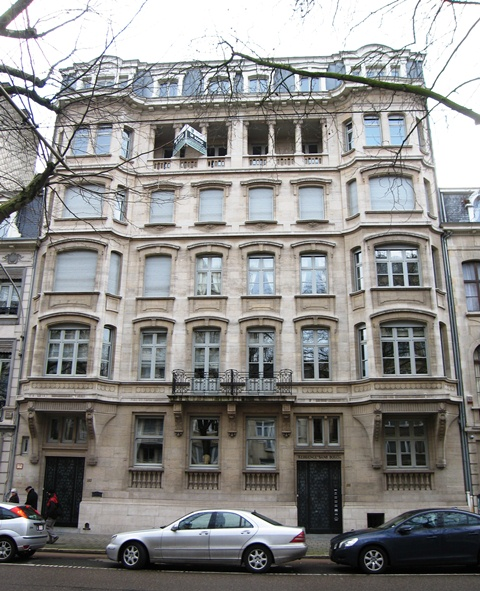
Antwerpen Belgiëlei 183-185
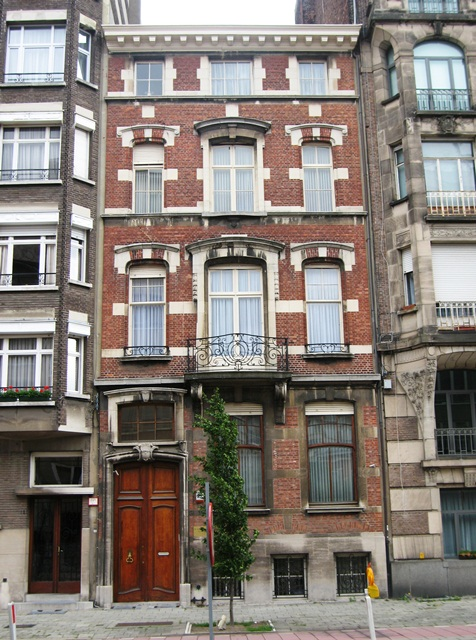
Antwerpen Korte Lozannastraat 3
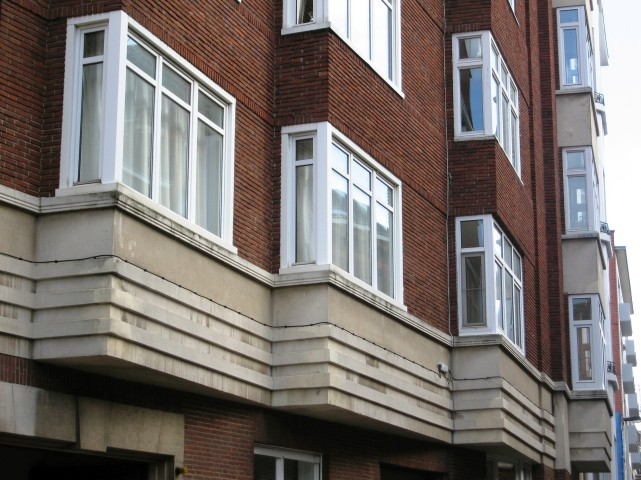
Antwerpen De Merodelei 31
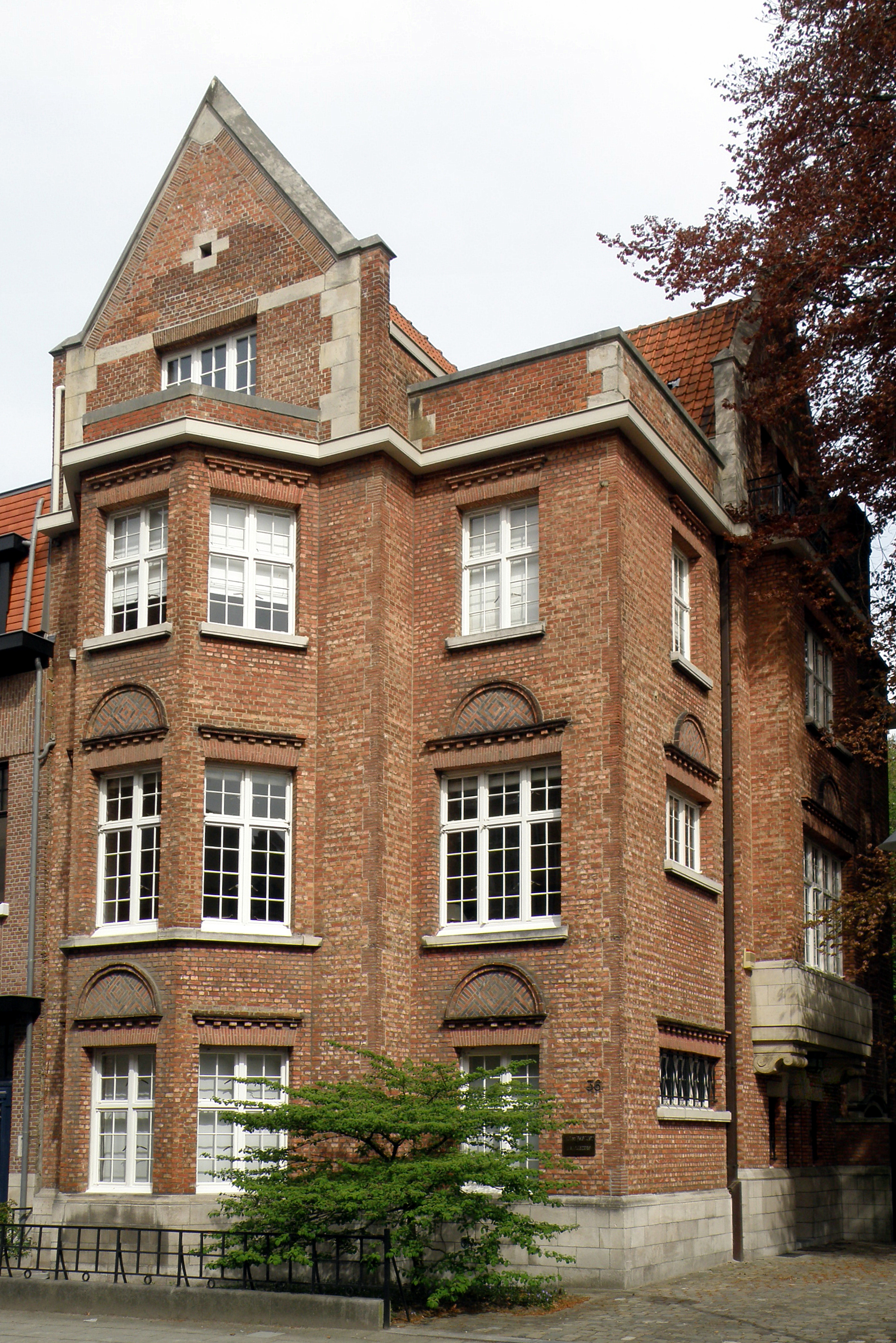
Antwerpen Arthur Goemaerelei 36
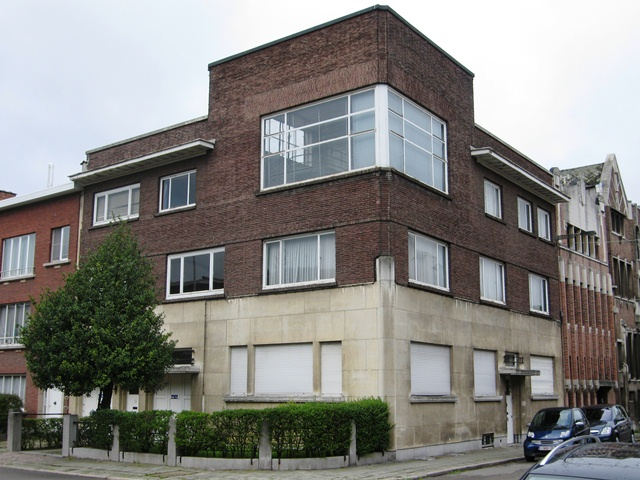
Antwerpen Hazelarenstraat 16